# Semeru
De actieve vulkaan Semeru (ook Gunung Semeru of Smeroe) is met zijn 3676 meter de hoogste berg op het Indonesische eiland Java. Hij bevindt zich in een subductiezone, waar de Indo-Australische plaat gesubduceerd wordt onder de Eurazië-plaat. De naam 'Semeru' is afgeleid van Meru, de centrale wereldberg in het hindoeïsme, of van Sumeru, de verblijfplaats van goden. Deze stratovulkaan is ook bekend als Mahameru, wat in het Sanskriet 'De Grote Berg' betekent.
Zoals de meeste bergen in de omgeving is het een stratovulkaan (hoge kegelvormige vulkaan die is opgebouwd uit lagen van gestolde lava en tefra). De Semeru is gelegen in het Nationaal park Bromo Tengger Semeru in Oost-Java.
Sinds 1818 is de Semeru 58 keer uitgebarsten. De meest recente serie uitbarstingen begon in 1967 en gaat tot op heden (2022) door.

## Geologie
De stratovulkaan steekt steil uit boven de kustvlakten van Oost-Java. Mares met kratermeren zijn gevormd langs een lijn door de top van de vulkaan. Het werd gevormd ten zuiden van de overlappende Ajek-ajek en Jambagan caldera's. De eruptieve producten zijn andesitisch. Semeru ligt aan de zuidkant van het "Tengger Volcanic Complex".

## Eruptieve geschiedenis
De eruptieve geschiedenis van Semeru is uitgebreid. Sinds 1818 zijn er minstens 55 uitbarstingen geregistreerd (waarvan meer dan 11 met dodelijke afloop), bestaande uit zowel lavastromen als pyroclastische stromen. Alle historische uitbarstingen hebben een vulkanische explosieindex (VEI) van 2 of 3 gehad. Semeru is in een staat van bijna constante uitbarsting geweest van 1967 tot heden. Semeru wordt regelmatig beklommen door toeristen, meestal vanaf het dorp Ranu Pane in het noorden, maar hoewel niet-technisch, kan het gevaarlijk zijn. Soe Hok Gie, een Indonesische politieke activist uit de jaren zestig, stierf in 1969 door het inademen van giftige gassen tijdens het wandelen op de berg Semeru. Semeru is vernoemd naar Sumeru, de centrale wereldberg in het hindoeïsme. Zoals vermeld in de legende, werd het getransplanteerd uit India; het verhaal is opgenomen in het 15e-eeuwse Oost-Javaanse werk Tantu Pagelaran. Oorspronkelijk stond het in het westelijke deel van het eiland, maar daardoor kantelde het eiland en werd het naar het oosten verplaatst. Tijdens die reis kwamen er steeds delen van de onderrand en vormden de bergen Lawu, Wilis, Kelud, Kawi, Arjuno en Welirang. De schade die zo aan de voet van de berg werd aangericht, zorgde ervoor dat deze trilde, en de top kwam los en creëerde ook Penanggungan. Indonesische hindoes zijn er ook van overtuigd dat de berg de verblijfplaats is van Shiva op Java.

## Recente uitbarstingen
- Op 16 januari 2021 spuwde de vulkaan een rookpluim van as en stoom kilometers de lucht in. Dit was een pyroclastische uitbarsting, dus een uitbarsting met amper lava maar vooral stof en gassen die de hellingen afkomen.[6]
- Op 4 december 2021 om ongeveer 15.00 uur (lokale tijd) barstte de vulkaan opnieuw uit.[7] Daarbij vielen meer dan 30 doden.[8]
- Op 4 december 2022 spuugde de vulkaan weer enorme aswolken uit, tot een hoogte van 15 kilometer. De autoriteiten verhoogden de alarmfase naar het hoogste niveau en de bevolking werd deels geëvacueerd.[9][10]

## Bloemenproblemen

### Niet-inheemse invasieve planten
25 niet-inheemse planten zijn gevonden in Mount Semeru National Park. De niet-inheemse planten, die de endemische lokale planten bedreigen, werden in het koloniale tijdperk geïmporteerd door de Nederlandse botanicus Van Steenis. Ze omvatten Foeniculum vulgare, Verbena brasiliensis, Chromolaena odorata en Salvinia molesta.

### Groenteplantages
Moddererosie van omliggende groenteplantages voegt slib toe aan het Ranu Pani-meer, waardoor het meer geleidelijk krimpt. Onderzoek heeft voorspeld dat het meer rond 2025 zal verdwijnen, tenzij de groenteplantages op de hellingen worden vervangen door meer ecologisch duurzame vaste planten.

## Ring of Fire (Ring van Vuur)
De bijna 3700 meter hoge vulkaan stoot gloeiend hete gassen en vulkanische as de lucht in. Het is slechts een van de 130 actieve vulkanen van Indonesië. Er zijn er zo veel doordat deze eilanden allemaal op de Pacifische Ring van Vuur liggen. Dit is de zone waar wel vaker aardbevingen, vulkaanuitbarstingen en tsunami's voorkomen.

## Toerisme
De vulkaan is erg toeristisch en is dan ook een van de meest populaire wandelbestemmingen in Indonesië. In 2007 kwamen er 61.704 bezoekers. De Semeru ligt in het Nationaal park Bromo Tengger Semeru in Oost-Java dat zo’n 502,76 km² groot is.